# Douglas Herland
Douglas „Doug“ John Herland (* 19. August 1951 in Bend, Oregon; † 26. März 1991) war ein US-amerikanischer Steuermann im Rudern, der 1984 Olympiadritter im Zweier mit Steuermann war.

## Leben
Douglas Herland wurde mit Osteogenesis imperfecta geboren. Der sportbegeisterte Herland war an der High School Manager für die Sportteams seiner Schule. An der Pacific Lutheran University kam er mit dem Rudersport in Verbindung und wurde Steuermann. Den Vierer mit Steuermann seiner Universität steuerte er zum Titelgewinn der Intercollegiate Rowing Association. Nach seinem Studium wurde er Rudertrainer, zunächst im Ewauna Rowing Club in Oregon, danach an der University of Michigan. 
Bei den Olympischen Spielen 1984 in Los Angeles erreichte der amerikanische Zweier mit Kevin Still, Robert Espeseth und Douglas Herland den dritten Platz hinter den Booten aus Italien und aus Rumänien. Von 1985 bis 1988 war Herland Cheftrainer an seiner Heimatuniversität. In dieser Zeit startete er eine Kampagne unter dem Namen Freedom on the River, deren Ziel es war, Ausrüstung und Material für körperbehinderte Ruderer zu beschaffen. 1988 verschlechterte sich sein Gesundheitszustand und Herland konnte nicht mehr arbeiten.